# 3 ワールドトレードセンター

新ワールドトレードセンター内の地図。

3 ワールドトレードセンター（英語: Three World Trade Center, 3 WTC）は、ニューヨークのワールドトレードセンター跡地に建設された超高層ビルである。所在地の「グリニッジ通り175号」にちなみ175 グリニッジ・ストリート（175 Greenwich Street）ともいう。

## 概要
アメリカ同時多発テロ事件で破壊されたワールドトレードセンターの再建計画の一環として、3 ワールドトレードセンターの設計はリチャード・ロジャースが手がけた。当初の計画では全高1,240フィート (380 m)で四本の尖塔がデザインに備わっていたが、尖塔は建設されないこととなり全高は屋上までの1,152フィート (351 m)となった。2015年の時点で高さ1,168フィート (356 m)の計画が、最終案の1,079フィート (329 m)に変更された。2008年1月に着工し、当初は2014年竣工予定であったが、工事の遅延により2018年に完成した。2016年6月23日に完成時の高さに到達した。場所は、グリニッジ・ストリートの東側で、アメリカ同時多発テロ事件で破壊された以前のツインタワーの位置からその通りを挟んだ向かいとなる。